# Бёксё-Джол
Бёксё-Джол (кирг. Бөксө-Жол) — село в Жайылском районе Чуйской области Кыргызстана. Административный центр Талды-Булакского аильного округа. Код СОАТЕ — 41708 209 857 01 0.

## Население
| год     | 2009 | 2014 | 2015 |
| ------- | ---- | ---- | ---- |
| человек | 862  | 1189 | 1209 |